# Folch de Cardona
Famiglia nobile spagnola di origine catalana, seconda per importanza dopo la famiglia reale d'Aragona, gran Connestabili del Regno d'Aragona.

## Origine e storia

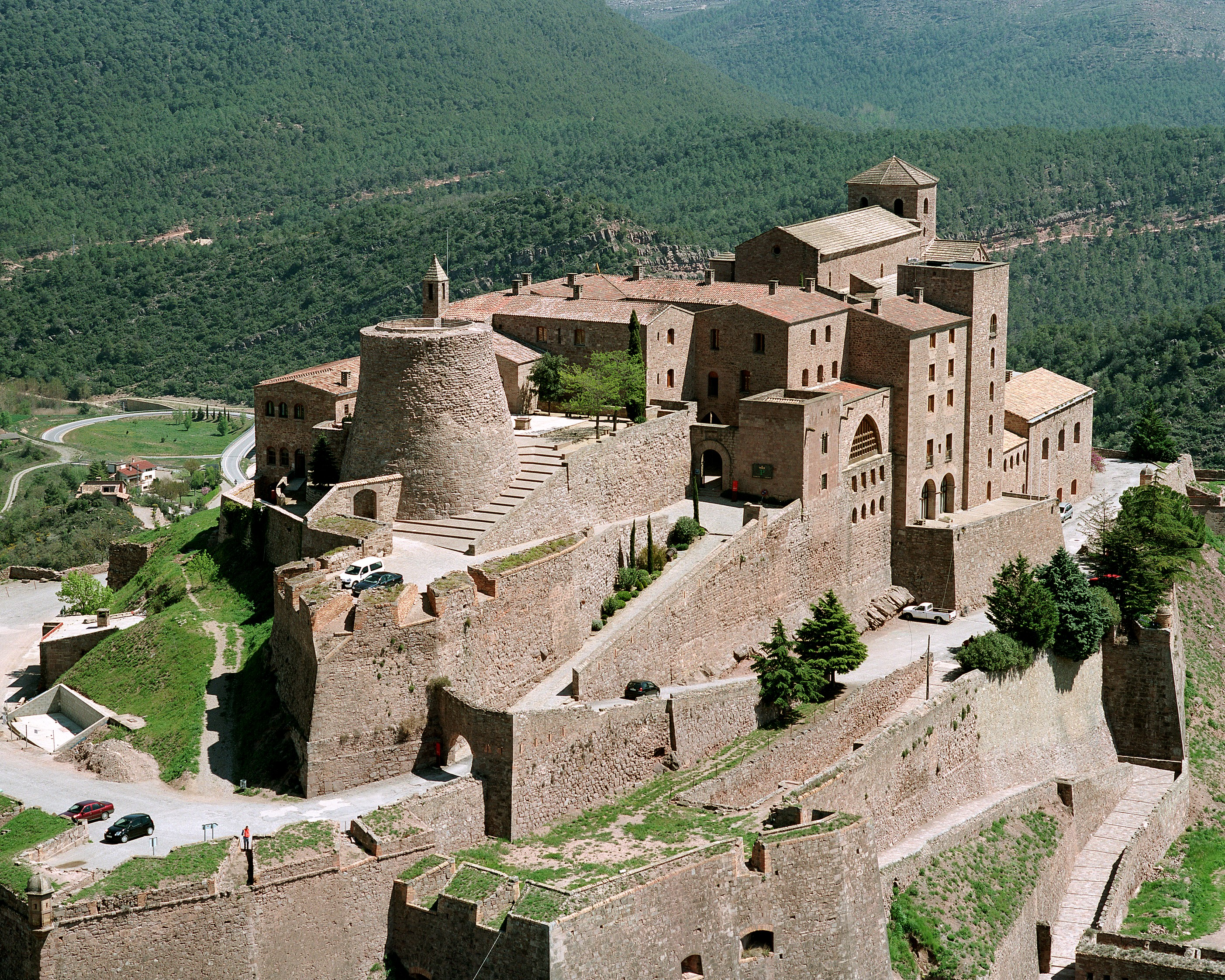
Cardona, il castello

Di antichissima origine i Cardona vantano una discendenza diretta dalla casa reale francese, lo stesso imperatore Carlo Magno donò alla famiglia Folch, discendenti di un mitico Folch d'Angiò sposo della sorella dell'imperatore Argencia, la signoria sulla città catalana di Cardona.
Il primo rappresentante con questo nome fu Ramòn Folch o Raimundo-Folch che seguì l'Imperatore dei Franchi in Catalogna durante la guerra contro i Mori e nel 791 fu nominato dall'Imperatore Signore di Cardona, ma il figlio di costui Ramon Folch I fu nominato primo Visconte di Cardona dai Conti di Barcellona.
Nel 1375 i Cardona furono elevati dal re Pietro IV d'Aragona al titolo di conti, il primo conte di Cardona fu Hugo Folch II, considerato capostipite del ramo catalano della famiglia.
Infine il 17 aprile 1491 Giovanni Raimondo IV divenne Duca del territorio di Cardona titolo concessogli da Ferdinando II d'Aragona detto il Cattolico primo re di Spagna.
Durante il regno di Ferdinando e poi dell'imperatore Carlo V d'Asburgo i Cardona furono eletti più volte Viceré di Sicilia e di Napoli, uno per tutti fu il celebre Raimondo de Cardona generale delle armate spagnole della Lega Santa.

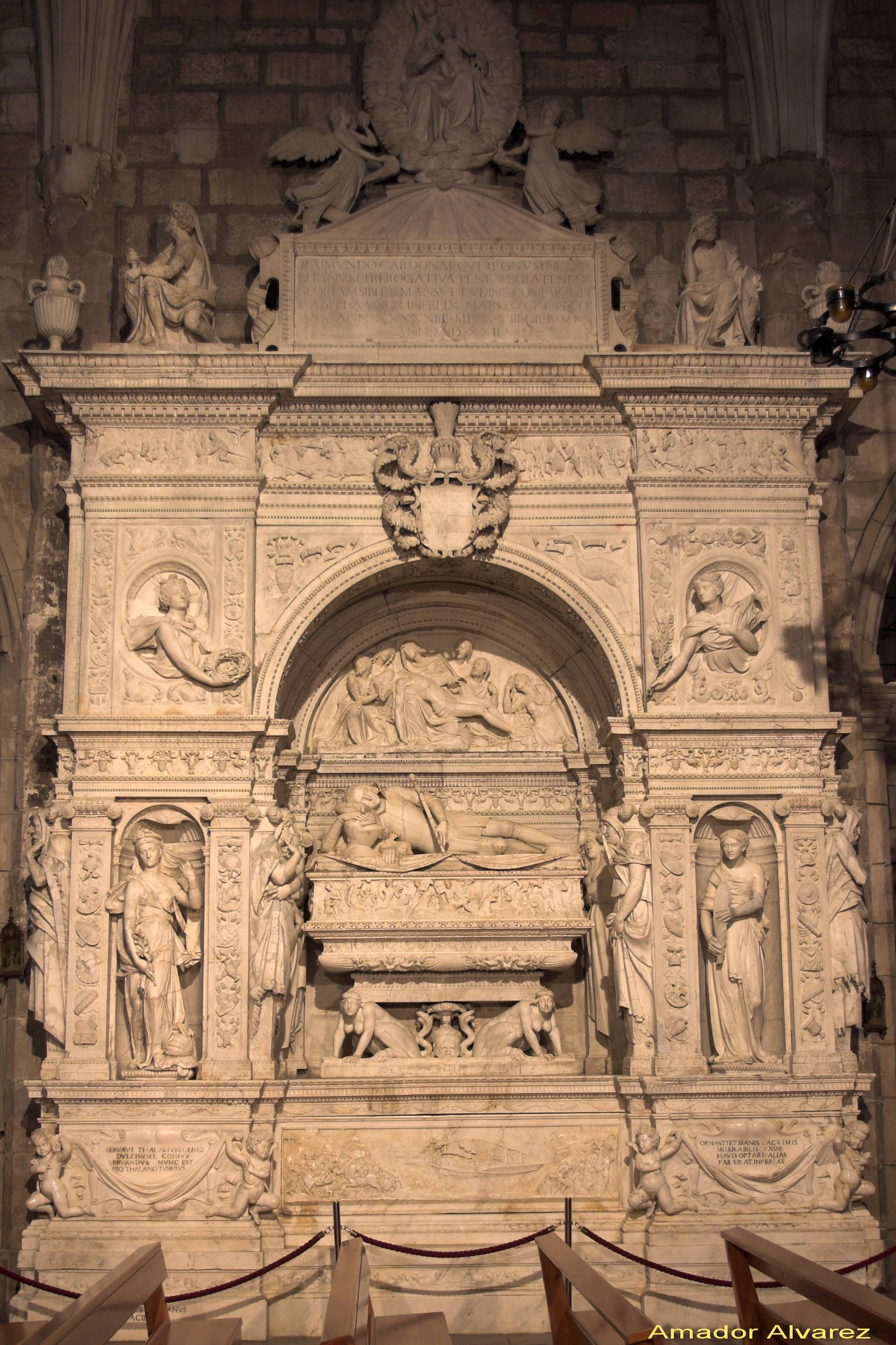
Tomba di Raimondo de Cardona-Anglesola di Giovanni da Nola

I Cardona furono forse la famiglia più importante del regno aragonese, prova ne sia la concessione ad alcuni membri dell'Ordine del Toson d'oro concesso soltanto agli imperatori del Sacro Romano Impero e a un numero limitato di famiglie ducali e principesche.
La famiglia Cardona è una delle poche che tramandano il titolo e la nobiltà sia per linea maschile sia femminile (cosiddetto titolo F/M) concesso dall'Imperatore del Sacro Romano Impero in virtù della loro importanza storica e in quanto imparentati con i reali d'Aragona, di Navarra e i sovrani angioini attraverso il matrimonio di Hugo II, Visconte de Cardona con Bianca d'Empuriés figlia di Ramon Berenguer d'Aragona e Angiò figlio di Giacomo II di Aragona.
Bianca discendeva in linea retta dai re d'Aragona Giacomo I e Pietro il Grande marito di Costanza di Hohenstaufen, nipote dell'Imperatore Federico II per parte di padre, nella sua linea materna discendeva direttamente da Carlo d'Angiò.
I duchi di Cardona ebbero dal Re d'Aragona il privilegio dello sfruttamento di uno dei più importanti giacimenti minerari di salgemma d'Europa, la cosiddetta "Montagna di Sale", dalla quale ricavarono parte della loro fortuna economica tanto da essere annoverata fra le famiglie più ricche di Spagna.

## I Folch de Cardona in Italia

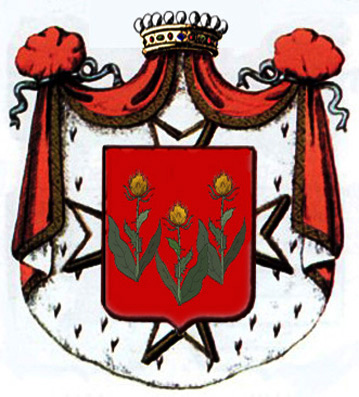
Stemma dei conti Cardona in Sicilia

La famiglia Cardona (Incardona secondo la dizione siciliana) arrivò in Sicilia nel 1282 con Ramon de Cardona i Empuries, figlio del visconte Raimondo V, quando gli aragonesi conquistarono la Sicilia. Il figlio Federico ebbe il feudo di Mazzarrone, vicino a Catania. Suo nipote, anche lui di nome Federico, si ribellò al re Martino e fu privato della baronia di Mazzarone e degli altri feudi da lui posseduti. Il fratello di questi, Giacomo Cardona, tramite matrimonio, acquisì il feudo di Ramione, che rimase in casa Cardona fino alla fine del secolo XV.
La famiglia fece un nuovo passaggio in Sicilia con Antonio de Cardona, barone di Giuliana, il quale era terzogenito del conte Hugo Folch de Cardona e di Beatriz de Luna e fu nominato viceré di Sicilia (1416-1420) e Consigliere del Re. I suoi discendenti rimasero in Sicilia e si divisero in vari rami, tra i quali i due principali furono quello dei conti di Collesano (o Golisano come si diceva anticamente) e quello dei conti di Reggio. Il ramo dei conti di Collesano possedeva nel territorio siciliano anche Caronia, Petralia Sottana e Soprana sulle Madonie, il feudo di Bilici e la baronia di Naso nei Nebrodi. In Campania ebbe il marchesato di Padula e la Contea di Avellino e Buonabitacolo.
I conti di Reggio possedettero in Sicilia la contea di Chiusa, Burgio e Calatamauro (per eredità di casa Peralta) e il marchesato di Giuliana.
Il Conte di Prades Juan Ramon III de Cardona ricoprì la carica di Viceré di Sicilia dal 1477 al 1479. Suo nipote Enrique de Cardona nel 1512 fu nominato Arcivescovo di Monreale e Presidente del Regno di Sicilia.
Lo spagnolo Raimondo Cardona, barone di Bellpuig, fu nominato Viceré di Sicilia (1507-09) e Viceré di Napoli (1509-1522). Ricevette la contea di Alvito nel Lazio, il ducato di Somma in Campania e la signoria di Mazara del Vallo in Sicilia. Suo figlio Antonio, barone di Bellpuig, fu Viceré di Sardegna dal 1534 al 1549.
Vari rami sono oggi presenti in Italia, soprattutto in Sicilia, con 
i rami di Siracusa, di Alcamo e di Palermo (i cui titoli risultano confluiti, tuttavia, in casa Romano Colonna di Resuttano). Discendenti si trovano inoltre in Calabria, fra Reggio Calabria e Cosenza, in Sardegna tra Alghero e Cagliari, nel Lazio, fra Roma, Alvito e Viterbo e in Abruzzo, ad Atessa e a Vasto.

## Citazioni
Don Giovanni de Cardona è citato da Baldassarre Castiglione nel Secondo libro del Cortegiano (Lib. II, cap. LXXII) così come Ugo de Cardona:
(Lib. II, cap. LXXIV)
La Novella XXII di Matteo Bandello racconta la storia di Timbreo de Cardona conte di Collesano:
Timbreo di Cardona essendo col re Piero di Ragona in Messina
s'innamora di Fenicia Lionata, e i varii e fortunevoli accidenti
che avvennero prima che per moglie la prendesse.»
(Novella XXII)
Un Pietro de Cardona è citato nel capolavoro di Federico De Roberto, I Viceré, protagonista di un duello e per questo sottoposto alla confisca dei beni, ma prontamente restituitigli per decreto regio.
Un non meglio identificato Don Guglielmo de Cardona è il protagonista della Commedia spagnolesca Il Metafisico del Conte Carlo Gozzi, messa in scena a Venezia nel 1778.
Lo stesso autore veneziano confessa nella prefazione di essersi ispirato ad una commedia spagnola del '600 forse El amor y el amistad di Tirso de Molina.
Gabriele D'Annunzio nel suo Secondo libro delle Laudi, detto Elettra cita il sacco di Prato nella sua poesia Le città del silenzio:
rosseggiar come sangue che s'accaglia
e incupirsi io vedea l'alta muraglia
che il Cardona scalò per dare il sacco.»
(Le città del silenzio - Prato)

## Storie di famiglia
Come tutte le famiglie alto lignaggio anche in quella dei Folch de Cardona ci sono storie, leggende e fatti di sangue.

### La bella Adalés
Secondo la leggenda la giovane Adalés, figlia del Visconte Ramòn Folch y Enguncia (sec. XI), s'innamorò del nobile moro Abdalà signore del castello di Maldà che si trovava di fronte al castello del visconte.
Un giorno che il moro era stato invitato presso Ramòn Folch per siglare una tregua tra i due castelli fu visto e vide la bella Adalés e fu un colpo di fulmine.
Abdalà, per amore, si convertì, ma nonostante la sua conversione al cristianesimo, il padre della bella Adalés, contrario a questo matrimonio con un moro, fece rinchiudere la figlia nella torre del castello di Cardona dove poteva avere contatti soltanto con un servo muto.
Naturalmente la penitenza minò la salute della giovane Adalés che morì nella prigione paterna, nonostante il suo amante moro avesse costruito con le pietre del fiume una grande croce a dimostrazione della sua conversione.
Ancora oggi le guide turistiche del castello di Cardona parlano dello spirito inquieto della figlia del Visconte di Cardona che, come vuole la tradizione, pare che s'aggiri fra le mura del castello.

### Il Conte e il trovatore
Un'altra storia, stavolta storicamente verificabile, è quella del conte Ramòn Folc che tiranneggiava la città di Cardona e dintorni.
Uno dei più celebri trovatori catalani Guillem de Berguedan (o in catalano Berguedà) lo fece oggetto di scherno nelle sue ballate satiriche, distorcendone il nome in Fol-c'al-quer (ovvero: pazzo che cerca altro) o peggio in Forca-l-quer (tradotto dal catalano: forca-lo-vuole).
Tale e tanto fu l'odio portato dal poeta al conte di Cardona che, nel 1175, lo pugnalò a morte anche se Berguedà non fu mai punito per questo omicidio.

### La triste storia di Diana
Diana Cardona, nata nel 1532, marchesa di Giuliana e contessa di Chiusa, figlia di Antonio e di Beatrice Luna Aragona ed erede del nonno Alfonso de Cardona e della nonna Beatrice Peralta, fu promessa sposa nel 1543 all'età di undici anni a Cesare, primogenito settenne del viceré di Sicilia Ferrante I Gonzaga, associando il cognome Gonzaga al suo e assumendo il titolo di duchessa d'Ariano. Il contratto matrimoniale stabiliva che restasse sotto la tutela dei nonni paterni nel castello di Chiusa fino al compimento dei quattordici anni dello sposo, età nella quale sarebbe stato in grado di consumare l'unione. Reciso il contratto matrimoniale per volere della stessa Diana, seppure accolta come figlia a Milano presso la famiglia di Ferrante, che nel 1546 era diventato governatore dello Stato meneghino, declassata a contessa di Reggio Calabria, pertinenza della famiglia Cardona Peralta, nel 1550 andò in sposa nella cittadella di Piacenza a Vespasiano Gonzaga Colonna, cadetto della famiglia Gonzaga e signore di Sabbioneta, il quale le era maggiore di un solo anno. Nonostante la passione iniziale l'unione non diede il tanto atteso erede, che avrebbe garantito sia la successione del feudo imperiale di Sabbioneta per il Gonzaga, sia quella dei feudi siciliani della stessa Diana. Dopo qualche anno, il 9 novembre 1559, a ventisette anni Diana, allora contessa di Sabbioneta, fu forse vittima di un omicidio ordinato dallo stesso Vespasiano Gonzaga, fatto romanzato nell'Ottocento da Antonio Racheli, che aveva stretto solidi legami con la corte spagnola e mirava a un matrimonio che gli avrebbe garantito ingenti vantaggi politici.

### Il Viceré e l'Inquisizione
Dal 1534 al 1549 Antonio de Cardona i Requesens viene nominato viceré di Sardegna dall'Imperatore Carlo V. Al suo arrivo lo scontento della nobiltà sarda, colpevole d'aver trattato affari con il tesoro dello Stato per circa 60.000 ducati, guidata dalle più illustri famiglie nobili di Sardegna gli Zapata e gli Aymerich, monta con l'avallo del Santo Uffizio un coinvolgimento della Viceregina Maria de Requesens con certe pratiche stregonesche scoperte da poco dall'Inquisizione e si crea ad arte un collegamento tra la viceregina e una famosa strega appena catturata dalla Santa Inquisizione, tale Domenica Figus e il suo amante Truisco Casula. Il Viceré si appoggia allora al vescovo di Alghero, Pietro Vaguer che riconosce la volontà politica di levare di mezzo un viceré tanto scomodo con un'accusa falsa.
L'affare sembra appianato quando il nuovo vescovo di Cagliari Andrea Sanna, legato alla nobiltà dell'isola, decide di riaprire il caso e portare Maria de Requesens davanti al tribunale del Santo Uffizio, ma, data l'importanza dei personaggi coinvolti, oltre alla viceregina tutta la società cagliaritana legata al duca di Cardona viene in qualche modo coinvolta, la pratica passa all'Inquisizione spagnola dove tutti i nobili coinvolti, compresa la moglie del viceré, vengono prosciolti e gli accusatori condannati per aver falsificato le testimonianze perché rese sotto tortura.

## I Cardona nella storia, nelle scienze e nelle arti

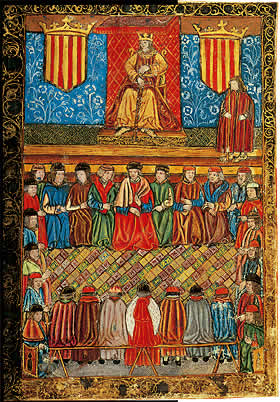
Las Cortes di Catalogna

- Ramòn de Cardona, (sec. XIV) Celebre trovatore catalano.
- Alvaro de Cardona, (sec. XIV) Frate Domenicano, beato per la Chiesa cattolica con il nome di Beato Alvaro de Zamora da Cordova.
- Raimondo Folch de Cardona, (? - 1335) Capitano di ventura fu alla testa delle truppe del papa e quelle della Repubblica fiorentina nella guerra con Castruccio Castracani.
- Diana de Cardona, (sec. XVI) prima moglie di Vespasiano Gonzaga duca di Sabbioneta.
- Maria de Cardona, (1509-1563), celebre poetessa del '500, moglie di Francesco d'Este figlio del duca di Ferrara Alfonso I d'Este e Lucrezia Borgia
- Giovanni Antonio de Cardona, (sec. XVI) detto Don Juan, ammiraglio durante la Battaglia di Lepanto del 1571.
- Antonio de Cardona (XVI sec.) Governatore di Malta.
- Caterina de Cardona, (sec. XVI) dama di corte di Filippo II di Spagna, famosa veggente amica di Teresa d'Avila, morta in odore di santità.
- Antonio de Cardona, (sec. XVII) arcivescovo di Valencia.
- Francisco de Solís Folch de Cardona (sec. XVIII), cardinale.
- Giorgio Raimondo Cardona glottologo e linguista italiano.
- Maria Clelia Cardona poetessa e scrittrice italiana.

### Duchi di Cardona Viceré
- Antonio de Cardona, Viceré di Sicilia dal 1416 al 1419.
- Giovanni Raimondo Folch III de Cardona, Conte di Pradés, Viceré di Sicilia dal 1477 al 1479.
- Raimondo de Cardona, Conte di Alvito, Viceré di Sicilia dal 1507 al 1509 e Viceré di Napoli dal 1509 al 1522.
- Juan de Cardona, Viceré di Navarra dal 1595 al 1610.
- Antonio de Cardona i Requesens, Viceré di Sardegna dal 1534.
- José Solís Folch de Cardona, Viceré di Nuova Granada (Colombia) dal 1753 al 1761.

#### Presidenti del Regno di Sicilia
- Enrico de Cardona, Arcivescovo di Monreale nel 1526.
- Alfonso de Cardona, Conte di Chiusa e di Giuliana nel 1542.

### Cardona Gran Maestri dell'Ordine del Tempio Aragonese-Catalano

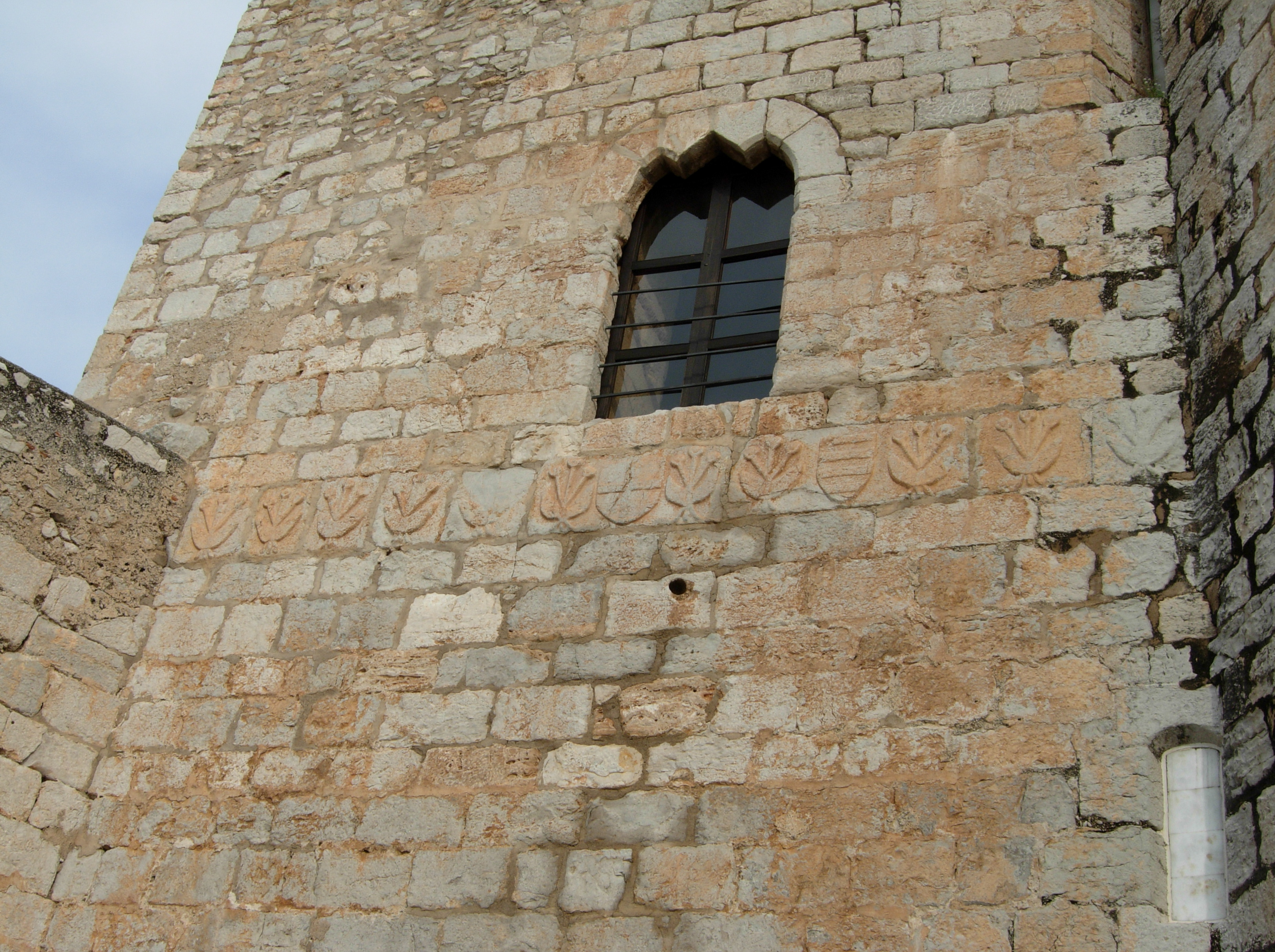
Stemma di Berenguer de Cardona nel castello templare di Peñíscola

La Casa Aragonese-Catalana dei cavalieri Templari ebbe tra i suoi gran maestri due rappresentanti della famiglia dei Folch de Cardona:
- Guillem de Cardona, Gran Maestro dal gennaio 1224 al maggio 1252
- Berenguer de Cardona, Gran Maestro dal giugno 1291 al gennaio 1307

Anche dopo lo scioglimento dell'Ordine, in Catalogna, i templari non furono perseguitati come nel resto d'Europa e ancora nel 1592 un Pedro de Cardona risulta iscritto nelle liste dei Maestri templari aragonesi-catalani.

### Cardona insigniti dell'Ordine del Toson d'oro
- Pedro de Cardona, conte di Colisano nel 1451.
- Fernando Ramon Folch, duca di Cardona nel 1519.

Altri duchi di Cardona furono insigniti di questo ordine come:
- Alfonso d'Aragona, duca di Cardona, nel 1555.
- Luis Fernandez de Cordoba, duca di Cardona, nel 1628.
- Luis Ramon d'Aragona, duca di Cardona nel 1651.

### Cardona principi d'Andorra

Stemma dei Principi d'Andorra

I Vescovi d'Urgell sono automaticamente co-principi del piccolo Stato di Andorra insieme ai conti francesi di Foix.
I Folch de Cardona ricoprirono per due volte questa prestigiosa carica con:
- Giacomo de Cardona i de Gandia (dal 1462-1466).
- Pietro de Cardona (dal 1472-1515).

### Cardona presidenti della Generalitat de Catalunya

Stemma della Generalitat catalana

Il parlamento autonomo catalano esprimeva tra le famiglie più nobili del paese un presidente, i Cardona ricoprirono per ben cinque volte l'incarico dai sovrani aragonesi con:
- Giovanni de Cardona i Gandia, già vescovo di Urgell, dal 1443-1446.
- Pietro de Cardona, anch'egli vescovo di Urgell e coprincipe d'Andorra, dal 1482-1485.
- Lluis de Cardona i Enriquez, dal 1524-1527.
- Bernardo de Cardona i de Queralt, dal 1602-1605.
- Bernardo de Cardona i de Raset, dal 1641-1644

## Arma o stemma
Blasonatura: di rosso, a tre cardi fioriti d'oro, gambuti e fogliati.

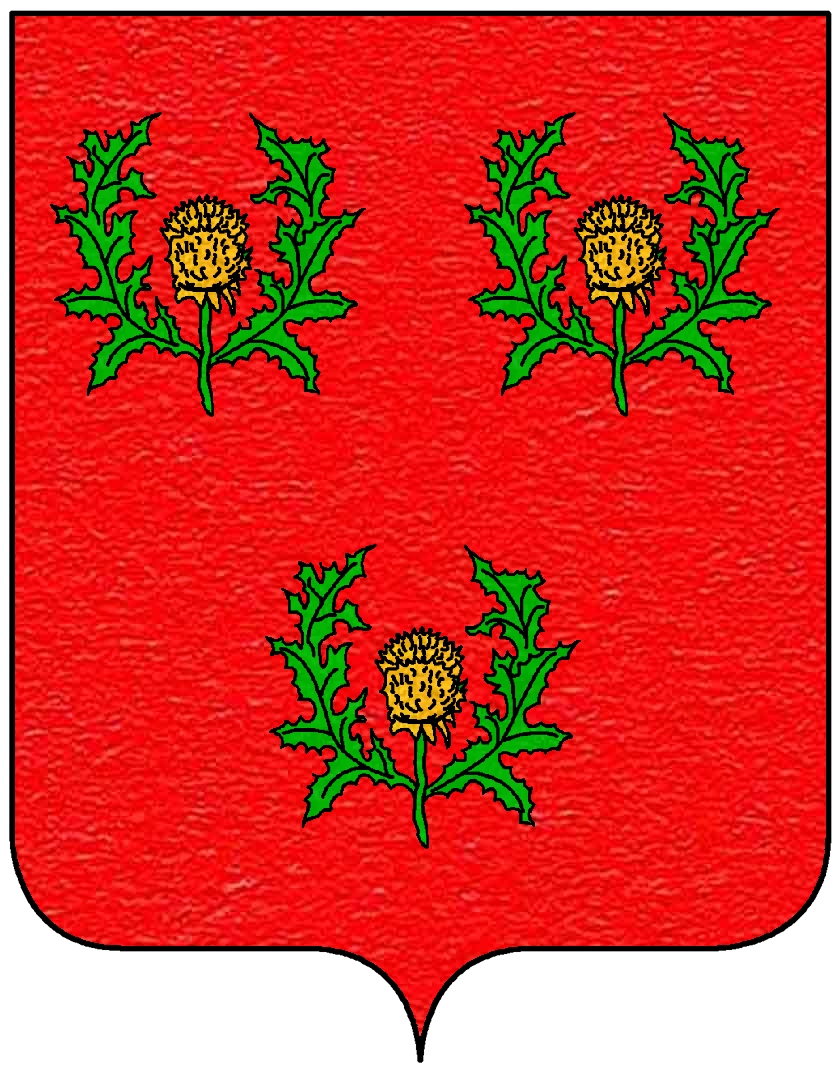
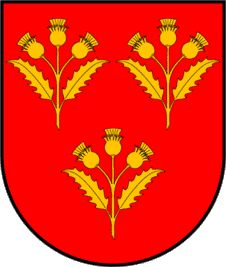

## Stemmi municipali
Lo stemma dei Folch de Cardona appare in molti stemmi delle città del territorio che una volta apparteneva alla famiglia; tutti comuni della Catalogna e della Comunità Autonoma Valenciana eccetto Darro comune granadino.

### Comunità Valenciana

Aín
Balones
Benifato
Benimassot
Benirredrà
Famorca
Millena
Soneja

### Granada

Darro

### Catalogna

Bellpuig
Calaf
Fígols i Alinyà
Canalda
Fonollosa
Juneda
La Coma i la Pedra
La Pobla de Claramunt
Lladurs
Sant Llorenç de Morunys
Sant Mateu de Bages
Solsona
Tarroja de Segarra